# La Roue Tourangelle 2022
La Roue Tourangelle 2022, ventesima edizione della corsa, valevole come evento dell'UCI Europe Tour 2022 categoria 1.1 e come quinta prova della Coppa di Francia, si è svolta il 27 marzo 2022 su un percorso di 202 km, con partenza da Château-Renault e arrivo a Tours, in Francia. La vittoria fu appannaggio del francese Nacer Bouhanni, il quale completò il percorso in 4h39'03", alla media di 43,433 km/h, precedendo i connazionali Bryan Coquard e Sandy Dujardin.
Sul traguardo di Tours 111 ciclisti, sui 119 partiti da Château-Renault, portarono a termine la competizione.

## Squadre e corridori partecipanti
| N.    | Cod. | Squadra                  |
| ----- | ---- | ------------------------ |
| 1-7   | GCF  | Groupama-FDJ             |
| 11-17 | ARK  | Team Arkéa-Samsic        |
| 21-26 | ACT  | AG2R Citroën Team        |
| 31-37 | COF  | Cofidis                  |
| 41-47 | IWG  | Intermarché-Wanty-Gobert |
| 51-57 | BBK  | B&B Hotels-KTM           |
| 61-67 | TEN  | TotalEnergies            |
| 71-77 | CJR  | Caja Rural-Seguros RGA   |
| 81-87 | UXT  | Uno-X Pro Cycling Team   |

| N.      | Cod. | Squadra                          |
| ------- | ---- | -------------------------------- |
| 92-96   | HPM  | Human Powered Health             |
| 101-107 | DRA  | Drone Hopper-Androni Giocattoli  |
| 111-117 | SVB  | Sport Vlaanderen-Baloise         |
| 121-127 | BBH  | Burgos-BH                        |
| 131-137 | AUB  | St Michel-Auber 93               |
| 141-147 | GRL  | Go Sport-Roubaix Lille Métropole |
| 151-157 | NMC  | Nice Métropole Côte d'Azur       |
| 161-167 | UNA  | Team U Nantes Atlantique         |
| 171-177 | SRA  | Swiss Racing Academy             |

## Ordine d'arrivo (Top 10)
| Pos. | Corridore         | Squadra       | Tempo    |
| ---- | ----------------- | ------------- | -------- |
| 1    | Nacer Bouhanni    | Arkéa         | 4h39'03" |
| 2    | Bryan Coquard     | Cofidis       | s.t.     |
| 3    | Sandy Dujardin    | TotalEnergies | s.t.     |
| 4    | Thomas Boudat     | Go Sport      | s.t.     |
| 5    | Sasha Weemaes     | Sport Vl.     | s.t.     |
| 6    | Bram Welten       | Groupama      | s.t.     |
| 7    | Clément Venturini | AG2R          | s.t.     |
| 8    | Lorrenzo Manzin   | TotalEnergies | s.t.     |
| 9    | Robin Froidevaux  | Swiss R.A.    | s.t.     |
| 10   | Emmanuel Morin    | U Nantes      | s.t.     |